# Ламінат

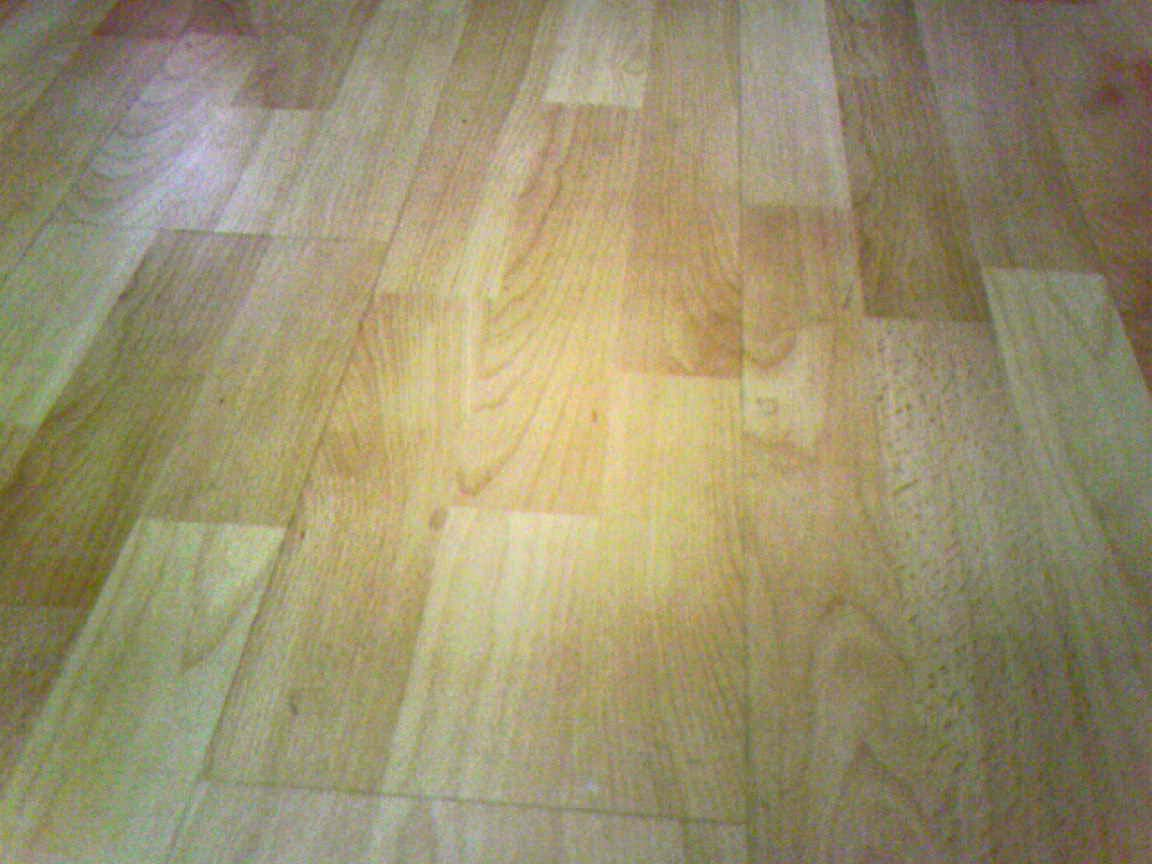
Ламінатна підлога з структурною поверхнею

Ламіна́т (англ. laminate від to laminate — «розкачувати в тонкі пластини», що сходить до лат. lamina) — це підлогове покриття, яке являє собою пресовану під високим тиском і температурою деревноволокнисту плиту з декоративним верхнім шаром, що, як правило, імітує натуральне дерево.

## Конструкція
Як правило, ламінат являє собою збірне підлогове покриття. Окремі панелі ламінату шляхом з'єднання між собою утворюють підлогу. Ключовою перевагою ламінату є його багатошарова структура, де кожен шар виконує власну функцію. Зазвичай ламінат складається з чотирьох шарів:
- Верхній шар — безпосередньо саме ламіноване покриття, яке має як захисний шар — меламінові смоли. Основне призначення — стійкість до тривалого навантаження (стійкість до утворення подряпин, зносостійкість, опір до стирання, вигоряння і т. д.).
- Декоративний шар — спеціально оброблений декоративний папір, зазвичай імітує дошку з натурального дерева або традиційний штучний паркет. Також можуть бути зображені: керамічна плитка, натуральний граніт, камінь або взагалі нестандартні дизайнерські рішення, що не мають нічого спільного з структурою дерева (квіти, візерунки, орнаменти смужкою, просто білий або чорний ламінат, кольоровий).
- Основа ламінату — плита HDF (High Density Fiberboard — деревноволокниста плита високої щільності). Деякі виробники ламінату використовують вологостійкі HDF плити, щоб виключити можливість набухання ламінату в місцях замкового з'єднання під час вологого прибирання та догляду за підлоговим покриттям.
- Нижній стабілізаційний шар — призначений для захисту основи ламінату від вологи і для стабілізації геометрії всієї плити.

## Ламінат в оздоблення приміщень
Ламінат - це будівельний матеріал, який широко використовується в сучасному будівництві та ремонті. Спочатку він створювався для обробки підлог, але з розвитком технологій та дизайну інтер'єрів, його сфера застосування значно розширилася. 

### Початкове призначення ламінату
Спочатку ламінат був розроблений як практичний і доступніший аналог натуральних дерев'яних підлог. Згодом ламінат став використовуватись у різних типах приміщень, включаючи:
Житлова зона: Ламінат широко застосовується у вітальнях, спальнях та передпокоях, надаючи стильне та міцне покриття для домашніх інтер'єрів.
Офіси та комерційні приміщення: Зносостійкість та легкість догляду роблять ламінат популярним вибором для офісів, магазинів та інших комерційних об'єктів.
Дитячі кімнати: Ламінат здатний витримувати активну діяльність дітей та залишатися у відмінному стані, що робить його придатним для дитячих кімнат.
Балкони та тераси:  Оздоблення балкона ламінатом стає дедалі популярнішим. Однак, при використанні ламінату на балконах слід врахувати, що необхідно забезпечити хорошу гідроізоляцію та рівень теплоізоляції, особливо якщо балкон не опалюється. Також важливо правильно підготувати поверхню перед укладанням ламінату, щоб уникнути нерівностей та недостатньої міцності основи.Окремі види ламінату, розроблені для використання на відкритому повітрі, можуть застосовуватись на терасах, забезпечуючи стильне та міцне покриття.

### Ламінат в обробці стін та нові тенденції
Сучасні дизайнери та архітектори знаходять нові та цікаві способи використання ламінату в обробці приміщень. Однією із значних тенденцій стало оздоблення стін із використанням ламінату.
Обробка стін. Ламінатні панелі надають можливість створення сучасних і стильних інтер'єрів. Вони легкі у монтажі та доступні у різних дизайнах та текстурах, дозволяючи архітекторам та дизайнерам втілити свої ідеї.
Акцентні стіни. Акцентні стіни стали популярним дизайнерським застосунком і ламінат може використовуватися для їх створення. Це дозволяє додати цікавий фокус в інтер'єрі, виділивши одну зі стін особливим чином.
Сучасні тенденції у будівництві також приділяють увагу екологічній стійкості. Багато виробників ламінату пропонують екологічно чисті варіанти матеріалів, що робить його безпечним для використання в інтер'єрах. Сучасні технології дозволяють створювати ламінат, який точно імітує натуральні текстури, такі як деревина, камінь, мармур та навіть метал. Це надає інтер'єрам неповторного вигляду. З метою покращення комфорту життя всередині приміщень нові варіанти ламінату включають інноваційні системи звукоізоляції. Це дозволяє знизити рівень шуму, що переходить через підлогу, що особливо важливо у багатоквартирних будинках.

## Види замків у ламінаті
З розвитком технологій на заміну старому методу приклеювання до основи підлоги, прийшов новий та надійний спосіб монтажу — замкове з'єднання ламінату.

### Lock-замки
Першими замками, які почали використовувати для монтажу ламінату були Lock-замки. Планки ламінату з такою замковою системою з однієї сторони мають шип, оснащений характерною гребінкою для фіксації, а з іншої — паз, який повторює форму западини шипа. Під час монтажу паз забивається у шип.
Основною перевагою ламінату з замками Lock є його порівняно низька вартість, проте існує ряд недоліків, завдяки яким ламінована підлога із Lock-замками майже зникла з полиць магазинів. До таких недоліків можна віднести:
1. фіксуюча гребінка паза з часом стирається і між планками ламінату утворюються щілини;
2. монтаж ламінату з замками Lock здійснюється з допомогою спеціального молотка та киянки, методом забивання планок одна в одну. Самостійно без допомоги спеціалістів справить із монтажем такого ламінату неможливо;
3. ламіновану підлогу із Lock-замками неможливо розібрати та змонтувати у іншому приміщенні, так як при демонтажі руйнується форма шипа і паса;
4. на підлозі зі значними нерівностями ламінат з Lock-замками служить недовго.

### Click-замки
Click-замки прийшли на заміну замкам із системою Lock. Шип і паз планок з Click-замками мають складну форму, за рахунок чого гарантують міцне та щільне з'єднання на тривалий термін. Моментом фіксації є характерний звук клацання. Click-замки поділяються на: 3G, 5G та замки нового покоління, які поєднують у собі переваги 3G та 5G-замків.
До головних переваг замків із системою Click можна віднести:
- міцне й надійне з'єднання;
- простий монтаж, який може виконати навіть не професіонал;
- можливість розібрати ламінат та змонтувати у іншому приміщення;
- відмінне зовнішнішній вигляд при якому взагалі не видно елементів з'єднання.

## Класи ламінату
Класи експлуатації ламінату визначають скільки часу ламінат буде зберігати свій зовнішній вигляд при різних навантаженнях. Відповідно до європейської норми EN 13329, після проведення 18 спеціальних тестів, ламінату присвоюється той або інший клас.
- 31 клас — ламінат для приміщень із слабким навантаженням. Термін служби підлоги близько 2–3 років для комерційних приміщень. У домашніх умовах підлога може прослужити 10–12 років. Сьогодні в Україні це найпоширеніший клас ламінату.
- 32 клас — ламінат для приміщень із середнім навантаженням. Термін служби підлоги 3–5 років для комерційних приміщень. У домашніх умовах підлога може прослужити 12–15 років. 32 клас найбільш оптимальний вибір і для будинку, і для офісу.
- 33 клас — ламінат для комерційних приміщень з інтенсивним навантаженням. Термін служби підлоги близько 5–6 років для комерційних приміщень. У домашніх умовах підлога може прослужити 15–20 років. Враховуючи тривалий термін експлуатації в домашніх умовах, деякі виробники дають довічну гарантію. Безперечною перевагою цієї підлоги є те, що її зовнішній вигляд зберігатиметься дуже довго.
- 21, 22, 23 класи ламінату зняті з виробництва.

## Переваги
Популярність ламінованих підлог пов'язана з тим, що вони мають безліч переваг.
- Підлога з ламінату надзвичайно проста та швидка в укладанні. Панелі скріплюються між собою за допомогою спеціальних замків. До основи таке покриття не кріпиться. При необхідності, наприклад, у випадку переїзду чи перепланування приміщення, ламінат можна розібрати.
- На відміну від паркету, ламінат не потребує циклювання, шліфування та покриття лаком. Догляд за ним дуже простий — прибирання за допомогою засобів, рекомендованих виробником.
- Відмінна зносостійкість ламінату. На ньому не залишаються сліди від каблуків, кігтів домашніх тварин, попелу тощо.
- Ламіновані підлоги значно розширюють дизайнерські можливості оформлення інтер'єру. Різноманіття відтінків панелей, що випускаються виробниками, дозволяє вибрати потрібний. За допомогою ламіната можна створювати чудові імітації підлог з натурального каменю та кераміки.

## Недоліки
Головний недолік ламінату — його низька водостійкість. І хоча сучасний ламінат витримує дію води протягом кількох годин, контакт з нею небажаний. При цьому не потрібно плутати водостійкість з вологостійкістю ламінату. Вологостійкість допускає його експлуатацію в умовах відносно стабільної вологості. Але не більше. Будь-який ламінат можна мити, але акуратно, з використанням спеціальних рідин.
Інший недолік — гучність. Пов'язано це з тим, що панель HDF, що лежить в основі ламінованої дошки, є чудовим резонатором. Кроки та падіння твердих предметів на підлогу будуть давати несподівано гучний звук. У якійсь мірі від цього рятують спеціальні шумоізоляційні підкладки.
Говорять також про ненатуральність цього покриття. Звичайно ж, ламінат — не паркет і дошки. Однак, при всій своїй ненатуральності, він є екологічно чистим матеріалом, абсолютно безпечний для здоров'я і може використовуватися в будь-яких приміщеннях, навіть дитячих.

## Технологія укладання
Покласти ламіновані дошки в упаковці в центрі кімнати на дві доби при температурі повітря близько 22 °C і вологості 55 %. Переконайтеся в тому, що поверхня суха, рівна і чиста, не має видимих дефектів, перш ніж почати укладання. Всі нерівності, що перевищують 2 мм, слід видалити. Перед укладанням ламінату слід завжди стелити шар гідроізоляційної плівки та шумоізоляційної підкладки, а при укладанні ламінату з інтегрованою підкладкою — тільки гідроізоляцію.
Знадобиться: лобзик, невелика ручна пилка, олівець, лінійка, водонепроникна стрічка, а також набір для укладання ламінату. Ламінат можна укладати на будь-яку тверду поверхню. Такі поверхні як килимове покриття, необхідно попередньо видалити. Ламінат сумісний з водяним опаленням підлоги за умови прокладки труб на глибше 3 см і температурах до 28 °C. Для компенсації розширення і скорочення залишають зазор у 8–10 мм від стін і таких предметів як труби, одвірки і пороги, а на великих площах — кожні 10 м в ширину і довжину. Зазор закривають розширювачем або плінтусом з пластичного матеріалу. Якщо ламінат укладається в кількох кімнатах на одному рівні, необхідно встановити стик на межі приміщень, використовуючи з'єднувальний профіль.